# لولو هيرست
لولو هيرست (بالإنجليزية: Lulu Hurst)‏ هي ساحرة استعراضية أمريكية، ولدت في 1869، وتوفيت في 1950.